# 笹原雄一
笹原 雄一（ささはら ゆういち、1964年4月19日 - 2019年2月）は、元演劇プロデューサー、元イベントプロモーター。元国会議員秘書。
座右の銘　インチキ
笹原 然の名義で活動した時期もあった。
血液型O型。

## 来歴
東京都杉並区阿佐ヶ谷にて、消防士の息子として生まれ育つ（当時は阿佐谷北6丁目に消防署の寮があり、幼稚園の時に父が近所に家を購入して転居）。
区立杉並第九小学校、区立東原中学校を経て、明治大学附属中野高等学校卒業。中央大学文学部（仏文学科）在学中に下北沢の本多劇場（1982年開業）に就職した。
独立しフリーの演劇プロデューサーとなり、1999年に株式会社キャッシュボックスを設立。猪木アリ戦やオリバーくん等を仕掛けた事で著名なプロデューサー康芳夫に師事していたという。
2008年にはプロレスラーである金村キンタローの代理人を務め、XWFの代表に就任した。
2009年に取引先だった株式会社イーミュージック代表取締役に就任したが、2015年2月に解任となった。JYJ（韓国の男性アイドルグループ）の所属事務所に無断でJYJの情報や動画を配信する課金制の動画チャンネルを開設して訴訟に発展したことが原因といわれているが、真偽は不明。
2016年2月、上西小百合衆議院議員（大阪7区）の公設第二秘書となった（第一秘書は家城大心）。秘書となるきっかけは、自身の事務所から上西（2015年4月に維新の党を除名となり無所属で活動）にトークライブ出演を打診したことからで、当初は笹原の部下を派遣していたものの、その皆が音を上げたため自身が公設秘書に就いたという。主に東京でのサポートやメディア対応などに関わった。
2019年2月頃に病気により死去。